# Halle Tony-Garnier
Pour les articles homonymes, voir La Halle, Tony Garnier (homonymie) et Garnier.
Pour un article plus général, voir Abattoirs de la Mouche.
La halle Tony-Garnier est une salle de concert, appartenant à la ville de Lyon, située dans le quartier de Gerland. Avec une capacité de 4 416 à 5 496 places assises et une capacité totale de 17 000 places, d'après les normes de sécurité en vigueur, elle est l'une des plus grandes de France.
Elle est inscrite à l'inventaire des monuments historiques depuis 1975, pour sauvegarder les éléments d'architecture de l'ancienne grande halle des abattoirs.

## Localisation
Le bâtiment d'orientation nord-sud est situé dans le sud du quartier de Gerland et du 7e arrondissement de Lyon, bordé au nord par l'avenue Debourg, à l'est et au sud par l'allée Maryam-Mirzakhani, à l'ouest par l'avenue Tony-Garnier du nom de l'architecte de la halle, Tony Garnier.

### Accessibilité

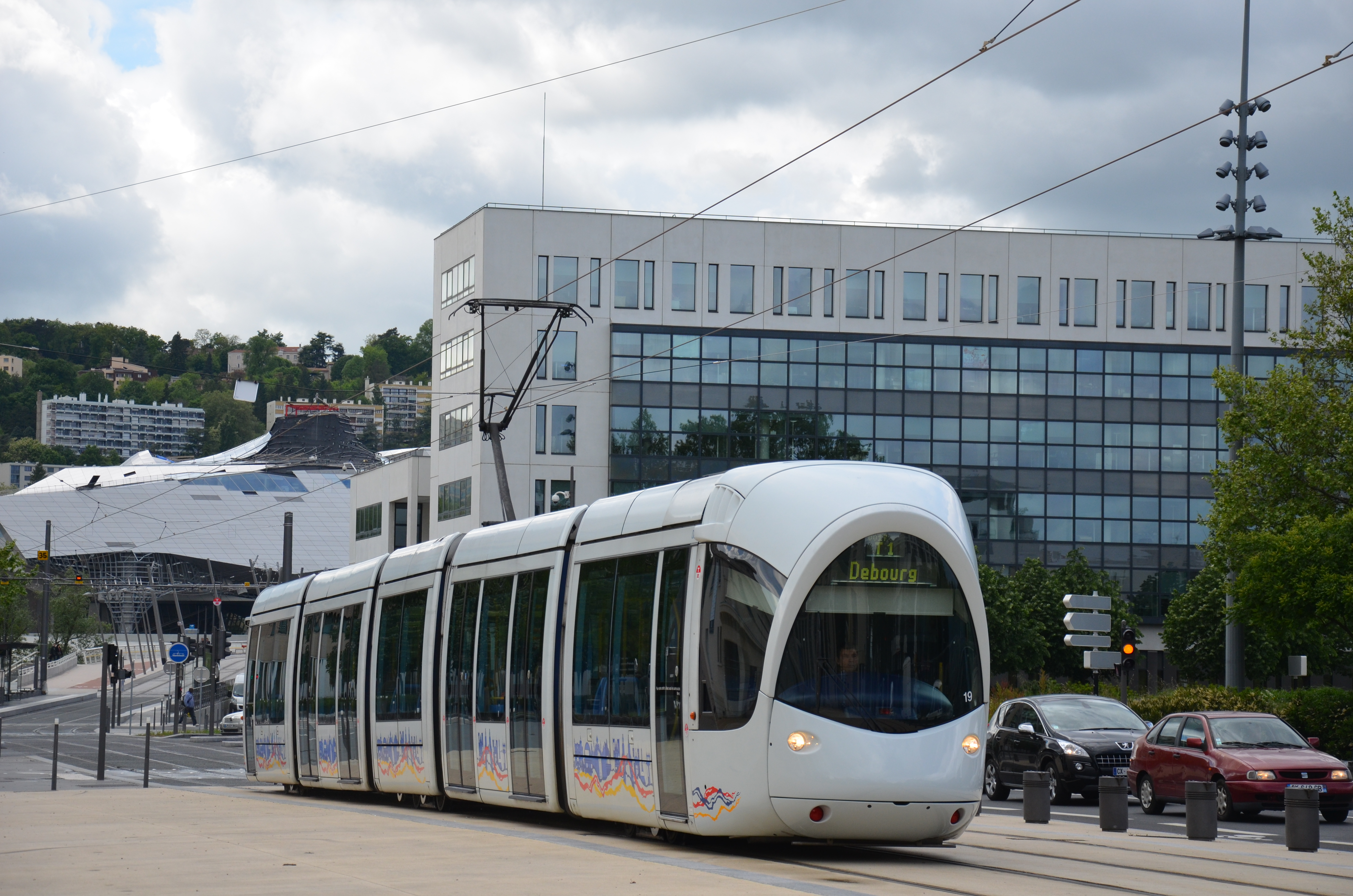
Le tramway de la ligne T1, devant la halle Tony-Garnier.

La Halle est accessible en transports en commun :
- à l'arrêt Debourg.
- et   à l'arrêt Place des docteurs Mérieux;  et  BR60 à l'arrêt Halle Tony-Garnier.
- à l'arrêt Halle Tony-Garnier.
- Stations Vélo'v: Halle Tony-Garnier, située avenue Tony-Garnier (angle rue Pierre Riboulet) ; Place de l'École (angle rue de Saint-Cloud).

## Historique
C'est la fermeture des abattoirs de Perrache à la fin du XIXe siècle pour des raisons hygiéniques qui pousse à une réflexion sur de nouveaux abattoirs. 
Dès 1905, l'architecte Tony Garnier se voit confier par Édouard Herriot, de nombreux travaux, dont celui des abattoirs de la Mouche.  

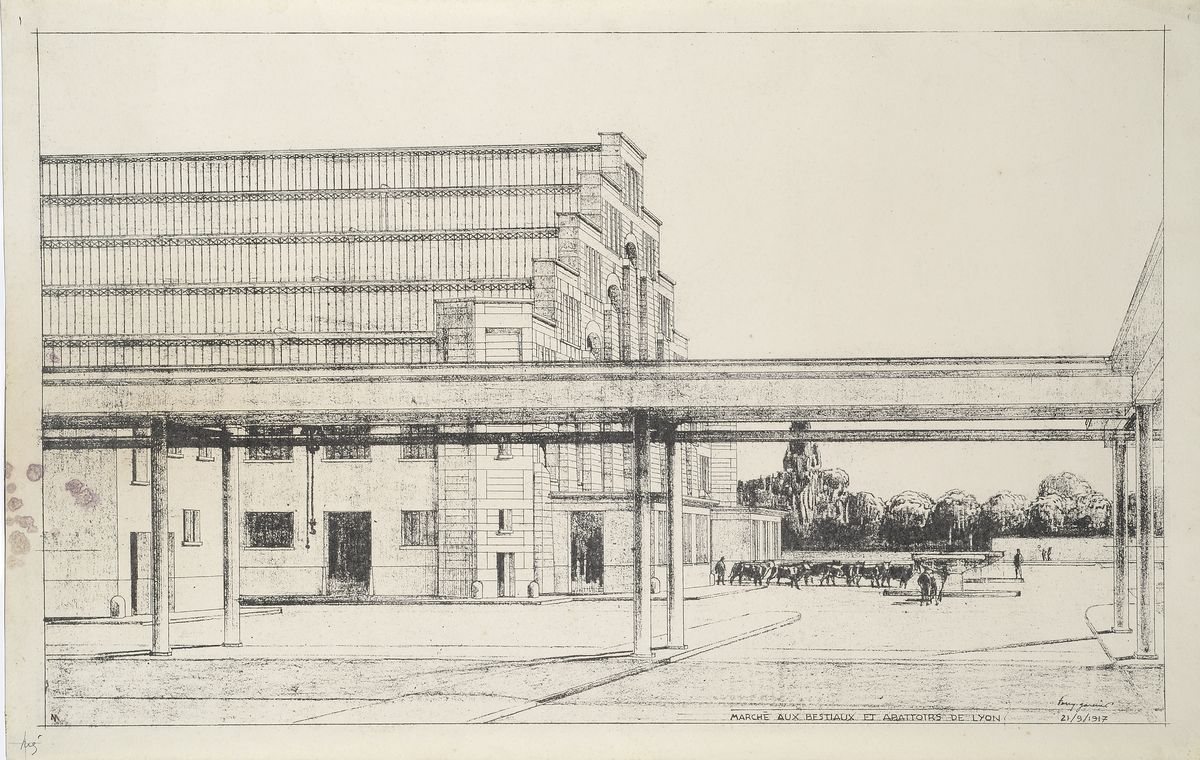
La halle du marché aux bestiaux et abattoirs (Tony Garnier, 1917).

Avant sa transformation en 1988 en salle de concerts et d'expositions, la halle Tony-Garnier abrite d'abord le marché aux bestiaux de l'agglomération. Elle reprend de manière plus industrielle le principe structurel de la « galerie des Machines » créée à Paris pour l'exposition universelle de 1889. Tony Garnier et l'ingénieur Bertrand de Fontviolant s'en inspirent pour concevoir la grande halle du marché aux bestiaux des abattoirs de la Mouche. Inaugurée en 1914 pour l'exposition internationale urbaine de Lyon, elle est réquisitionnée comme usine d'armement lors de la Grande Guerre. Rebaptisée par la suite « halle Tony-Garnier », elle reste la plus éloquente trace de la Cité industrielle esquissée par Tony Garnier.
En 1967, quand les abattoirs déménagent à Corbas, les bâtiments des abattoirs de la Mouche sont alors désaffectés. À l'abandon, les halles frôlent la démolition et sont sauvées par un classement aux Monuments Historiques en 1975. 
En 1987, après dix années d'abandon, la Ville de Lyon, propriétaire des abattoirs, décide de ne conserver que la halle dont la réhabilitation est confiée aux architectes Reichen et Robert. Les travaux sont colossaux : réfection du sol, création des sous-sols pour des locaux techniques, création des colonnes techniques pour un espace modulable. Un éclairage des arches métalliques type « Tour Eiffel » met en valeur la structure architecturale.

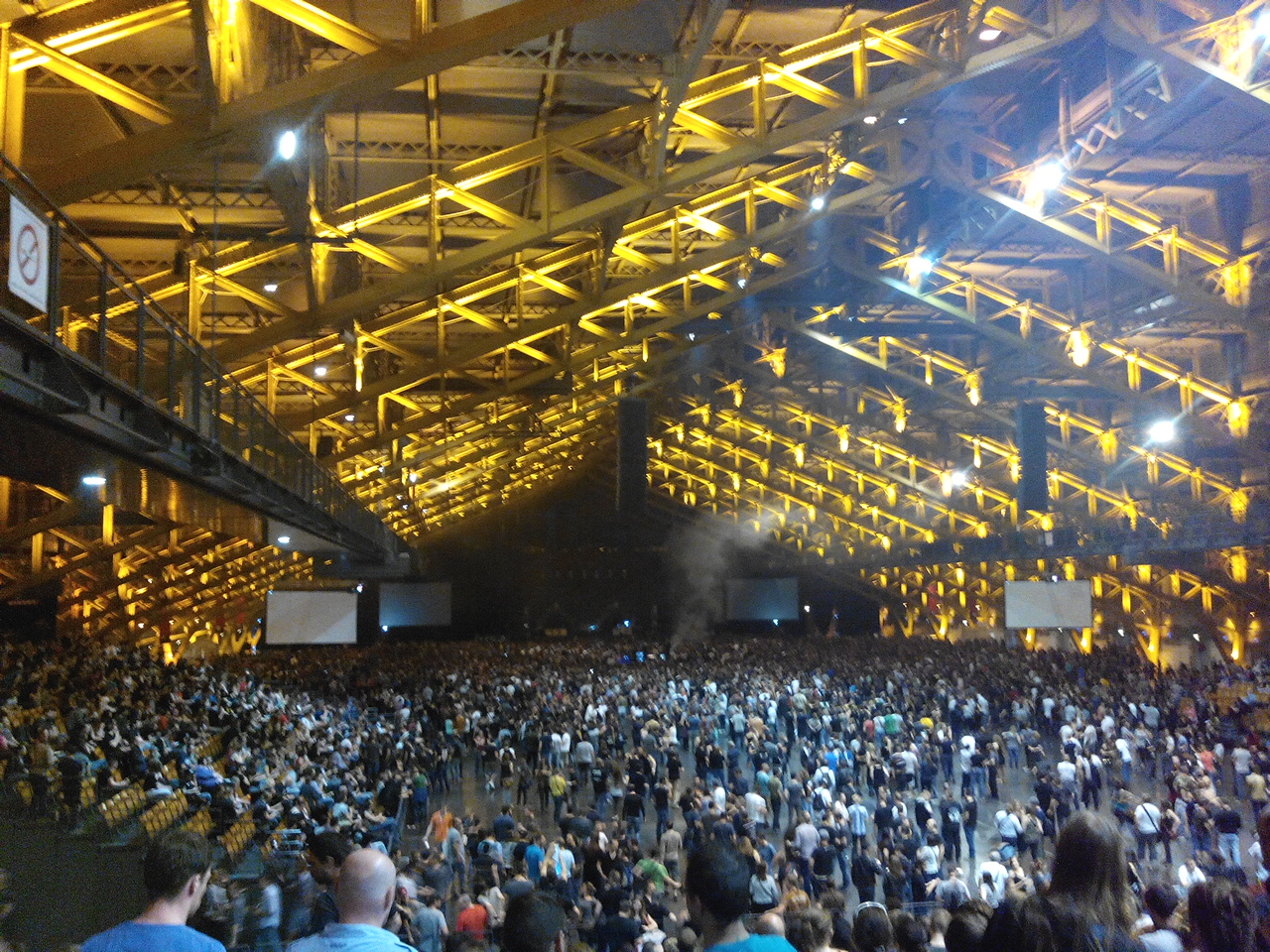
Halle Tony-Garnier avant le concert de System of a Down - 14 avril 2015

Dès décembre 1988, la halle rénovée devient un lieu culturel lyonnais officiel sous le nom de « halle Tony-Garnier ». Elle est à cette époque la deuxième plus grande salle de concert en France. Elle accueille une programmation d'événements : tournages, concerts, salons et conventions. Les premiers concerts (Mylène Farmer et Paul McCartney) la font connaitre au niveau international.
En 1991, la salle de concert et d'exposition accueille, pour la première fois, la Biennale d'art contemporain de Lyon, créée par le Musée d'Art contemporain de Lyon.
La halle prend le statut d'Établissement public à caractère industriel et commercial (EPIC) en septembre 1999 et est rénovée une seconde fois en 2000. L'atelier de la Rize de l'architecte Albert Constantin détient le marché pour optimiser la modularité des lieux, l'isolation acoustique, l'installation de passerelles techniques et de gradins rétractables. Ces aménagements permettent de moderniser et perfectionner l'éclairage en vue d'une exploitation en salle de spectacle.

Logo des 100 ans de la halle Tony-Garnier.

En 2014, la halle Tony-Garnier fête ses cent ans. À cette occasion, une série de dix concerts « labellisés » ont lieu, parmi lesquels Shaka Ponk, Peter Gabriel et The Black Keys.
En 2019, elle fait l'objet d'une exposition intitulée « La Halle, une bête de scène » en partenariat avec les Archives municipales de Lyon pour la célébration du 150e anniversaire de la naissance de Tony Garnier.

## Architecture

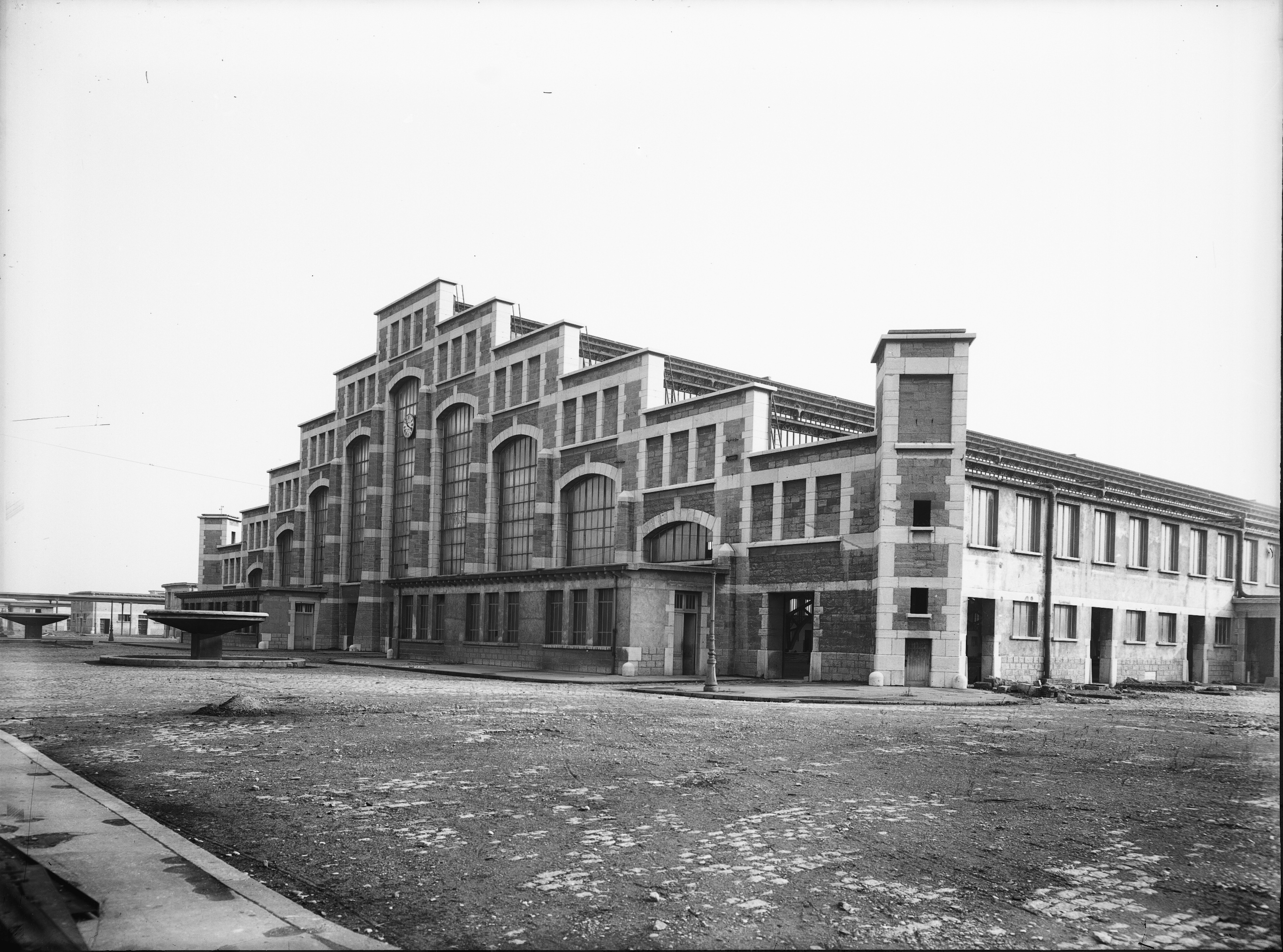
Abattoirs et marché aux bestiaux de la Mouche, à Gerland, aujourd'hui Halles Tony Garnier.

Sa superficie de 17 000 m² équivaut à pas moins de deux terrains de football mis bout à bout, et la charpente métallique de son édifice est d'un seul tenant, constituée de 22 fermes sans pilier central. Elle possède une capacité de 4 416 à 5 496 places assises et une capacité totale de 17 000 places, avec les normes de sécurité en vigueur.
Optimisée en 2000 par l'Atelier de la Rize, le scénario dispose d'une salle modulable dont les gradins et la scène peuvent adopter différentes configurations et s'escamoter entièrement en sous-sol afin de faire table rase. Décomposés en plateaux de 210 m2 (et 200 tonnes), les nouveaux gradins mobiles reposent sur des pieds repliables à deux positions.

### Fiche technique
- 17 000 places en capacité maximale (grands concerts), avec un parterre (places assises ou debout)[10], le gradin arrière utilisé au maximum
- 210 m de long, 80 m de large, 21 m de haut au faîtage
- 17 000 m² sans pilier, avec une charpente métallique d'un seul tenant, constituée de 22 fermes[8]
- 4 appentis de 100 m2 dont 2 équipés en loges/bureaux
- 1 bâtiment de production de 1 400 m2 de stockage et de loges pour les artistes
- de 4 416 à 5 496 places assises en gradins
- 5 salles de réunion annexes de 15 à 60 personnes
- les places de stationnement sur le site sont réservées aux équipes de production. 1 500 places pour les spectateurs à proximité

## Utilisation
La Halle est utilisée comme salle évènementielle pour de nombreuses manifestations, telles que :
- Salons : Mahana (tourisme), L'Étudiant, Vignerons Indépendants (vignobles qui présentent leurs vins).

- Concerts : Johnny Hallyday (1992, 1995, 1996, 1998, 2003, 2006, 2007, 2009, 2010, 2012, 2015), Alanis Morissette (2012), Laura Pausini (2012), Dire Straits (1992), Mark Knopfler (2001, 2005, 2019), U2 (1992), Beyoncé (2007), The Cure (1992, 1996, 2004), AC/DC (1996), Simple Minds (1991, 1995), Marilyn Manson (2007), Hubert-Félix Thiéfaine (2011, 2018), Scorpions (2011, 2015), Usher (2011), Shakira (2010), Tokio Hotel (2007, 2010), Lady Gaga (2010), Jean-Michel Jarre (2010), Metallica (1996, 2010, 2017), The Cranberries (2002, 2010, 2012), Matthieu Chedid (2010, 2019), Muse (2001, 2003, 2006, 2009), Peter Gabriel (2003), Rammstein (2009, 2013), Paul McCartney (1989), Tina Turner (1990), Spice Girls (1998), Depeche Mode (1985, 1990, 1993, 2001, 2006, 2009, 2014), Coldplay (2005, 2008), Kylie Minogue (2008), Nightwish (2008, 2012, 2015), Alicia Keys (2008, 2010, 2013), Justin Timberlake (2007), Lionel Richie (2007), Red Hot Chili Peppers (2007), Placebo (2003, 2006, 2009), Green Day (2005), Britney Spears (2004), Rihanna (2010, 2011, 2013), Mika (2010), Vanessa Paradis (2007), Motörhead (2007, 2010), Garou (2001, 2002, 2004, 2006), Christophe Maé (2010), Alice Cooper (2011), ZZ Top (2011), Toto (2011, 2018), Jean-Louis Aubert (2011), Patrick Fiori (2011), Justice (2012), Michel Sardou (1998, 2001, 2004, 2005, 2007, 2011, 2013, 2017, 2018, 2023), Sean Paul (2012), LMFAO (2012), David Guetta (2012, 2015), The Black Keys (2012, 2015), Patricia Kaas (1994, 1998, 2005, 2013), Indochine (2003, 2006, 2007, 2009, 2010, 2013, 2014, 2017, 2018), System of a Down (2005, 2007, 2015), Miley Cyrus (2014), Thirty Seconds To Mars (2014), Tal (2014), Black M (2014), Katy Perry (2015), Imagine Dragons (2015), Gims (2015), Bruce Springsteen and the E Street Band (1999), Francis Cabrel (2016), Julien Doré (2017), Bruno Mars (2017), Ariana Grande (2017), Orelsan (2018, 2022), Roger Waters (2018), Bigflo et Oli (2018), Damso (2018), Ghost (2019), Lenny Kravitz (2019), Kiss (2023).

- Spectacles d'humoristes : Jean-Marie Bigard (2001), Élie Semoun (2008), Nicolas Canteloup (2010, 2011), Florence Foresti (2012), Jamel Debbouze (2012), Laurent Gerra (2013, 2015, 2016, 2018), Muriel Robin (2013, 2014), Gad Elmaleh (2014), Comte de Bouderbala (2014), Arnaud Tsamere, Jérémy Ferrari et Baptiste Lecaplain (2014), Kev Adams (2014), Franck Dubosc (2015), Éric Antoine (2015).

- Spectacles musicaux : Lord of the Dance, Holiday on Ice, Riverdance, Le Roi Soleil, Mozart, l'opéra rock, Alegria du Cirque du Soleil.

- Cinéma : Festival Lumière (soirée d'ouverture et séance de clôture), chaque année depuis sa création en 2009.

- Émissions TV : Champs-Élysées (A2 - 1989), Téléthon (A2 - 1989), Dance Machine (M6 - 1998), Night of the Proms (France 2 - 2003, 2007).

- Captations de Live pour DVD :
  - Pascal Obispo, Live 98 (filmé en février 1998) ;
  - Les Dix Commandements, comédie musicale (filmé en mars 2001) ;
  - Yannick Noah, « Quand vous êtes là » Tour 2004 (filmé en juin 2004) ;
  - Lorie, Live Tour 2006 (filmé en mars 2006) ;
  - Âge tendre, la tournée des idoles, saison 3 (filmé en mai 2008) ;
  - Bénabar (filmé en novembre 2006 et avril 2012) ;
  - Mylène Farmer, Timeless 2013 (filmé en septembre 2013) ;
  - série Violetta, « Violetta Live » (filmé en février 2015) ;
  - Les Enfoirés (filmé en janvier 2001, février 2006, février 2012, janvier 2021[11], janvier 2023).

- Sport (Catch) : 
  - TNA Wrestling Maximum impact Total Nonstop Action (2011)
  - Raw DX Invasion Tour World Wrestling Entertainment (2009).

## Dans la littérature
Le roman policier Attentat à la Halle Tony Garnier de Bernard Domeyne (Édilivre, décembre 2021  (ISBN 978-2-414-55904-6)) met en scène un attentat terroriste lors d'un spectacle à la halle Tony Garnier.